# Jan Mashiani
Jan Mashiani, parfois écrit  Yamasani, est un athlète sud-africain du début du XXe siècle. Il participe notamment au marathon des Jeux olympiques de 1904, organisés à Saint-Louis (Missouri). Il se classe 13e sur les 15 marathoniens ayant terminé la course, et est reclassé 12e sur 14 après que la fraude de Frederick Lorz a été révélée.
C'est, avec Len Taunyane, le premier athlète Noir africain à concourir durant des Jeux olympiques.